# داریا کونداکووا
داریا کونداکووا (به انگلیسی: Daria Kondakova) ژیمناست زادهٔ ۳۰ ژوئیهٔ ۱۹۹۱ میلادی اهل کشور روسیه است.